# Elecciones generales de India de 1991
En la India se celebraron elecciones generales en 1991 para elegir a los miembros del 10º Lok Sabha. La participación de votantes fue la más baja de la historia en las elecciones parlamentarias. Ningún partido pudo reunir una mayoría en el Lok Sabha, por lo tanto, INC formó un gobierno minoritario con el apoyo de otros partidos, lo que resultó en un gobierno estable durante los próximos 5 años bajo el nuevo Primer Ministro P. V. Narasimha Rao.
Las elecciones generales indias de 1991 se celebraron como la anterior Lok Sabha, con Chandra Shekhar a la cabeza que se había disuelto solo 16 meses después de la formación del gobierno. Las elecciones se llevaron a cabo en un entorno polarizado y también se conocen como las elecciones 'Mandal-Mandir' después de los dos problemas electorales más importantes, las consecuencias de la Comisión Mandal y la disputa de Ayodhya.
Si bien el informe de la Comisión Mandal implementado por el gobierno de VP Singh otorgó un 27 por ciento de reserva a las llamadas "otras castas atrasadas" (OBC, por sus siglas en inglés) en puestos gubernamentales, provocó una violencia generalizada y protestas en todo el país, con muchos estudiantes en Delhi y sus alrededores incluso auto-inmolándose. Mandir representó el sello distintivo de esta elección, donde hubo un debate sobre la estructura en disputa de Babri Masjid en Ayodhya (una disputa entre hindúes y musulmanes por un lugar santo para ambos; el sitio de nacimiento del dios Brahma donde fue construida una mezquita islámica de valor histórico en tiempso mogoles, por lo que ambos credos disputaban el derecho sobre el terreno), que el Partido Bharatiya Janata estaba utilizando como su principal manifiesto electoral.
El problema de Mandir provocó numerosos disturbios en muchas partes del país y el electorado estaba polarizado en líneas religiosas y de castas. Con el Frente Nacional desmoronándose, el Congreso logró aprovechar al máximo la polarización, consiguiendo la mayor cantidad de escaños y formando un gobierno minoritario.
Un día después de que tuvo lugar la primera ronda de votaciones el 20 de mayo, el ex primer ministro Rajiv Gandhi fue asesinado por radicales separatistas tamiles mientras hacía campaña por Margatham Chandrasekar en Sriperembudur. Los restantes días electorales se aplazaron hasta mediados de junio y finalmente se procedió a la votación los días 12 y 15 de junio. La votación fue la más baja en las elecciones parlamentarias, con solo el 53% del electorado ejerciendo su derecho al voto.
Dado que el asesinato tuvo lugar después de la primera fase de la votación en 211 de 534 distritos electorales y los distritos electorales restantes fueron a las urnas después del asesinato, los resultados de 1991 variaron enormemente entre las fases. Al partido del congreso le fue mal en los distritos electorales anteriores al asesinato y barrió los distritos electorales posteriores al asesinato. El resultado final fue un gobierno minoritario liderado por el Congreso dirigido por P. V. Narasimha Rao, quien previamente había anunciado su retiro de la política.

## Resultados
| Elecciones al Lok Sabha de 1991 Participación: 55,71%. No se realizaron elecciones en el Estado de Jammu y Cachemira. En Punyab, las elecciones se llevaron a cabo en 1992 | Elecciones al Lok Sabha de 1991 Participación: 55,71%. No se realizaron elecciones en el Estado de Jammu y Cachemira. En Punyab, las elecciones se llevaron a cabo en 1992 | %     | Escaños (total 545) |
| --- | --- | ----- | ------------------- |
| Janata Dal | JD | 11.77 | 69                  |
| Partido Comunista de la India (Marxista) | CPI(M) | 6.14  | 35                  |
| Partido Comunista de la India | CPI | 2.48  | 14                  |
| Congreso Indio (Socialista) | IC(S) | 0.35  | 1                   |
| Congreso Nacional Indio | INC | 35.66 | 244                 |
| Bharatiya Janata Party | BJP | 20.04 | 120                 |
| Janata Dal (Secular) | JD | 0.0   | 0                   |
| Janata Party | JP | 3.34  | 5                   |
| Lok Dal | LD | 0.06  | 0                   |
| All India Anna Dravida Munnetra Kazhagam | AIADMK | 1.61  | 11                  |
| Bloque de Avance de la India | AIFB | 0.41  | 3                   |
| Asom Gana Parishad | AGP | 0.54  | 1                   |
| Partido de la Sociedad Mayoritaria | BSP | 1.8   | 3                   |
| Liga Musulmana de la Unión India | IUML | 0.3   | 2                   |
| Partido de las Panteras de Jammu y Cachemira | JPP | 0.0   | 0                   |
| Jharkhand Mukti Morcha | JMM | 0.53  | 6                   |
| Kerala Congress (Mani) | KC(M) | 0.14  | 1                   |
| Partido Popular de Manipur | MPP | 0.06  | 1                   |
| Frente Popular Naga | NPC | 0.12  | 1                   |
| Partido Revolucionario Socialista | RSP | 0.63  | 5                   |
| Shiv Sena | SS | 0.79  | 4                   |
| Sikkim Sangram Parishad | SSP | 0.04  | 1                   |
| Telegu Desam | TDP | 2.96  | 13                  |
| Frente de Minorías Unidas, Assam | UMFA | 0.07  | 1                   |
| All India Majlis-e-Ittehadul Muslimen | AIMIM | 0.16  | 1                   |
| Comité de Demanda Estatal Autónomo | ASDC | 0.5   | 1                   |
| Haryana Vikas Party | HVP | 0.12  | 1                   |
| Janata Dal (Gujarat) | JD(G) | 0.5   | 1                   |
| Independientes | - | 4.01  | 1                   |
| Angloindios | - | -     | 2                   |